# Ньюфаундленд
Ньюфа́ундле́нд (англ. Newfoundland — букв. «новонайденная земля», МФА: [nju:fənˈlænd], фр. Terre-Neuve — «новая земля») — остров у северо-восточных берегов Северной Америки. Входит в состав Канады, образуя вместе с землями на полуострове Лабрадор провинцию Ньюфаундленд и Лабрадор.

## География
Прикрывает залив Святого Лаврентия от Атлантического океана, образуя крупный лиман (эстуарий). Отделён от полуострова Лабрадор проливом Белл-Айл (Бель-Иль) и от Новой Шотландии на юго-западе проливом Кабота. Недалеко от берегов полуострова Берин в юго-восточной части Ньюфаундленда лежат острова заморского сообщества Франции Сен-Пьер и Микелон. Площадь острова, согласно Канадской энциклопедии, — 111 390 км² (Британская энциклопедия, не учитывающая площадь небольших островков, лежащих у побережья Ньюфаундленда, указывает меньшую величину — 108 860 км²), он занимает 16-е место по площади в мире и 4-е в Канаде. Длина береговой линии 9871 км. Остров приближается по форме к треугольнику. Эту форму ему придают два сильно вытянутых в море полуострова: Бель (Белл) на северо-западе и Авалон на юго-востоке.
Рельеф преимущественно гористый и холмистый, средняя высота от 400 до 600 м. Канадская энциклопедия выделяет на территории острова четыре отдельных региона.
- На западном побережье господствуют горы Лонг-Рейндж со столовидными вершинами высотой до 814 м над уровнем моря (гора Кабокс — высочайшая точка Ньюфаундленда[8]). На ряде участков между горами и морем лежат узкой полосой лесистые прибрежные равнины, а в нескольких местах в них вдаются фьордоподобные заливы, крупнейшие из которых — Бей-оф-Айлендс и Бонн. Горы изобилуют глубокими долинами ледникового происхождения. Берега заливов и бухт западного побережья плотно заселены[5].
- Внутренняя часть острова представляет собой плато с частыми перепадами высот вдоль водоразделов, сформированных основными реками Ньюфаундленда. Склоны водоразделов покрыты обширными лесопосадками, населённые пункты, обычно связанные с лесной или горнодобывающей промышленностью (город Гандер — с обслуживанием аэропорта[4]), немногочисленны и расположены далеко друг от друга[5].
- Северо-восточное побережье, обращённое к Атлантическому океану от Большого Северного полуострова до полуострова Авалон, отличает сильно изрезанная береговая линия со множеством заливов, мысов и прибрежных островков, характерная для местности, придавленной ледником во время оледенения и поднявшейся после его отступления. Мысы и прибрежные острова обычно низменные, покрытые низкорослым кустарником, но вдали от среза воды эта часть Ньюфаундленда поросла настоящим лесом. На берегах многих бухт и на некоторых островах имеются поселения[5].
- Наконец, южное побережье тоже характеризует изрезанная береговая линия, характерная для местности, поднимавшейся после отступления ледника. В отличие от северо-востока, заливы в этой части острова обычно не блокируются льдами, дрейфующими из Арктики[5].

Бо́льшая часть водосборного бассейна острова приходится на четыре крупнейших реки — Эксплойтс, Гандер, Хамбер и Терра-Нова. На территории острова имеется огромное количество озёр (крупнейшее — Гранд-Лейк), имеются небольшие ручьи и короткие реки, в том числе со стоком в море. Распространены болота.
Берега преимущественно скалистые, сильно изрезанные, часто заканчиваются обрывами. На востоке и северо-востоке часты фьорды и косы, на западе — прибрежные низменности. В море, неподалёку от острова, встречаются подводные возвышенности — т. н. «банки». По своей сути они являются шельфом. У юго-восточных берегов находится одна из самых крупных — Большая Ньюфаундлендская банка, где глубина не превышает 100 м. Она расположена в месте смешения холодного и тёплого течений, благодаря чему в прошлом воды были богаты рыбой. По этой же причине сам остров покрыт характерным туманом. На острове Ньюфаундленд наблюдается самое большое количество туманных дней на уровне моря — в среднем более 120 в году.
Климат умеренный, влажный. На климат острова влияют среднеширотные штормы, приходящие со стороны континента и движущиеся вдоль его атлантического побережья. Из-за того, что преобладающие восточные и северо-восточные ветры переносят на остров холодные воздушные массы из района холодного Лабрадорского течения, весна на Ньюфаундленде наступает позже, а лето остаётся прохладным. В январе средние температуры от −10 °C до −4 °C, в июле от 10 °C до 15 °C. Объём осадков от 750 до 1500 мм в год. Наибольшее количество осадков (более 1500 мм в год) выпадает на юго-востоке в районе полуостровов Авалон и Берин и снижается в юго-западном направлении. На севере острова в виде снега выпадает примерно половина осадков, на юго-востоке лишь 12 %.
За исключением южного берега, прибрежные воды покрываются льдом на несколько месяцев в году. Вокруг острова дрейфуют многочисленные айсберги.

## Флора и фауна
Природа острова мало отличается от соседней континентальной, эндемики немногочисленны. Юго-запад покрыт хвойными лесами: чёрная и сизая ель, бальзамическая пихта, но встречаются берёзы. Ввиду распространённости болот имеются и характерные мхи, болотные ягоды.
Лоси, интродуцированные на Ньюфаундленде в начале XX века, со временем стали самым распространёнными из крупных диких животных на острове, по численности превзойдя стада лесных карибу. На острове водятся медведи, волки, ньюфаундлендская лисица, в прибрежных районах есть лёжки морских млекопитающих: моржи, морские котики. В водах встречаются киты, косатки, устрицы, крабы, а благодаря природоохранным мерам восстанавливается численность рыб (сельдь, треска, пикша, мойва, камбала и другие). Остров служит местом гнездования многих видов птиц.
На территории Ньюфаундленда расположены национальные парки (Грос-Морн, Терра-Нова).

## Геология острова
В геологическом отношении Ньюфаундленд представляет собой продолжение горной системы Аппалачей.
Фундамент острова сложен терригенно-карбонатными отложениями кембрия и раннего ордовика, образующими систему покровов. Но и то, и другое является порождением раннепалеозойского океана Япетус, который раскрылся в кембрии и разделил палеоконтиненты Балтику и Канадо-Гренландию. В ядрах поднятий на острове выступают метаосадки и метавулканиты верхнего протерозоя. В центральной части острова залегают: мощные вулканогенно-осадочные (островодужные) толщи кембрия и раннего ордовика, местами прорванные гранитоидами ордовикского возраста. Сокращение океана Япетус привело к сталкиванию Канадо-Гренландии с Балтикой. Это происходило на рубеже силура и ордовика. Оно сопровождалось сминанием мощных толщ осадков, морских солей, известняков, останков ракушек и брахиопод, накопившихся на континентальных склонах и у подножия противолежащих континентов Балтики и Канадо-Гренландии.
В геологическую историю описанные события вошли под названием позднекаледонской складчатости, которая объединяет историю острова с соседней Гренландией, а также Скандинавией и Великобританией, расположенными на противоположном конце Атлантического океана.
Столкновение двух континентальных массивов имело место в полосе: Скандинавия-Британия с одной стороны и Гренландия-Ньюфаундленд с другой. Сюда можно отнести каледониды Шпицбергена, который находился где-то на активной окраине океана Япетус. Реликты же древних островных дуг океана Япетус причленились к краю Балтики, подняв ввысь горный хребет высотой 9-10 тыс. м (выше, чем сегодняшние Гималаи). Все это привело к образованию нового материка — Лавразия, который противостоял Гондване.
На острове имеются залежи железных и полиметаллических (медь, свинец и цинк) руд. Некоторое время Ньюфаундленд был важным центром добычи нефти и железа, но со временем его в этой роли сменил западный Лабрадор с его огромными залежами железной руды. На острове добывают асбест. На шельфе обнаружены запасы нефти и газа. Важным источником нефти является поле Хайберния, расположенное на шельфе в 320 км от Сент-Джонса. Добыча нефти на этом месторождении ведётся с 1997 года, и с тех пор началась разработка других месторождений в этом же районе. Интерес представляет также нефтегазовый потенциал Западного Ньюфаундленда.

## Население
Жители Ньюфаундленда составляют абсолютное большинство населения провинции Ньюфаундленд и Лабрадор. По данным переписи населения 2016 года, из 528 тысяч человек, проживавших в провинции, 501,6 тысячи приходились на Ньюфаундленд. Крупнейший город — Сент-Джонс: в 2016 году, согласно переписи населения, в нём проживали 108 860 человек, а в пределах городской агломерации — почти 206 тысяч. Другие значительные городские центры — Корнер-Брук, Гранд-Фолс-Уинсор и Бей-Робертс. По данным на 2016 год, в городской местности проживало 58 % населения острова, наблюдался рост доли городского населения, как и в целом по стране.
Большая часть населения происходит от переселенцев из Великобритании (англичане, шотландцы) и Ирландии. Есть потомки французских поселенцев, а также некоторое число немецких и голландских. В прошлом на острове проживали португальские и испанские колонисты, а также коренное индейское население (на Ньюфаундленде продолжает существовать община микмаков) и инуиты. Среди английской диаспоры со временем сформировался собственный диалект.

## История
В период примерно с 8000 до 3200 года до н. э. на Ньюфаундленде селились первобытные племена, относившиеся к морской архаической культуре. Им на смену пришли палеоэскимосы, населявшие этот регион с 3000 до 600 года до н. э., и предки современных индейцев (с 2000 года до н. э.). Потомками этих протоиндейских племён на Ньюфаундленде стали беотуки. Видимо, беотуки не поддерживали активных контактов с другими индейскими племенами и колонистами, избегали конфликтов и контактов с ними, но в целом были настроены враждебно. В XIX веке вымерли от эпидемий.
На Ньюфаундленде обнаружено два поселения викингов XI века. Первое находится в 480 км от мыса Пуант-Розе, второе — непосредственно на нём. В районе раскопок первого поселения близ Л'Анс-о-Медоуз находится исторический памятник, объявленный ЮНЕСКО «частью всемирного наследия» в 1978 году. Методом дендрохронологии определили, что деревянные предметы, найденные в Л’Анс-о-Медоуз, были сделаны из деревьев, срубленных в 1021 году.
Одна из историографических теорий гласит, что поселения викингов в Ньюфаундленде были основаны Лейфом Эрикссоном во время его экспедиции к берегам Северной Америки, а сама земля была названа Винланд («виноградная земля» либо «пастбище»). Викинги предпринимали попытки колонизовать остров, но неудачно из-за чрезмерной удалённости острова — людям того времени было трудно добираться даже до Исландии и Гренландии. Так как Гренландия в конечном счёте тоже была заброшена, о каком-либо серьёзном освоении Ньюфаундленда речи не шло. Тем не менее, в Гренландии почти полностью отсутствуют леса, в то время как Лабрадор и Ньюфаундленд покрыты тайгой, что предопределяло определённый интерес викингов к этой территории. Возможно, что часть экспедиций на остров снаряжались именно с целью добычи леса. Карта исландца Сигурдура Стефанссона из Скаульхольта 1570 года, сохранившаяся в копии 1690 года епископа Хордурдорлакссона (Торлация) и находящаяся в коллекции Датской королевской библиотеки, называет этот район «Promontorium Winlandiae» и правильно показывает, что северная оконечность «Винланда» находится примерно на 51 градусе северной широты.
Возможно, остров Ньюфаундленд, полуостров Лабрадор и Большую Ньюфаундлендскую банку ещё до открытия Колумбом Америки обнаружили баски и другие западноевропейские моряки, но умолчали об этом из-за обилия рыбы у берегов Ньюфаундленда[уточнить].
Официально Большой Северный полуостров острова открыл в 1497 году англо-итальянский мореплаватель Джованни Кабото (Джон Кабот) во время поисков Северо-Западного прохода в Индию. Эту же цель преследовала португальская экспедиция братьев Корте-Реалов, которые самостоятельно открыли Ньюфаундленд в 1500 году, назвав открытые ими территории «Земля Кортириалов». Кабот назвал открытую им землю Терра Прима Виста (по-итальянски — «первая увиденная земля»). На обратном пути у полуострова Авалон моряки экспедиции Кабота увидели огромные косяки сельди и трески.
В XVI веке остров играл роль перевалочного пункта для рыбаков из Франции, Испании, Португалии и Англии, отплывавших к нему весной и возвращавшихся осенью с уловом. По мере того, как из-за войн в Европе рыболовный промысел других стран приходил в упадок, на первые роли выдвигались англичане, к 1600 году державшие на тресковых промыслах у берегов Ньюфаундленда 150 судов. Юго-восточное побережье Ньюфаундленда от Трепасси до Бонависты стало известно как Английский берег. В 1583 году Англия официально объявила Ньюфаундленд своей первой заморской колонией, хотя к тому времени на острове уже поселились французские и португальские колонисты. «Ищите первыми царство Божие» — девиз провинции — как раз повествовал о том, что это первая заморская колония, а цветок саррацении — растительный символ провинции — был выбран самой королевой.
Французская колония неспешно формировалась вокруг Плезанса; во второй половине XVII века Людовик XIV организовал три форта:
- Плезанс в 1662 году
- Рояль в 1687 году
- Сен-Луи в 1690

К 1687 году французов проживало лишь 36 семей, 488 человек, включая 256 в Плезансе, в то же время за несколько столетий британское население достигло почти двухсот тысяч, но исчезло коренное индейское население.
В 1690 году во время войны короля Вильгельма английские пираты разграбили Плезанс, а в 1691 году французы разграбили английские поселения. Взаимные атаки продолжались и в последующие годы. Итогом противостояния стал Рейсвейкский мирный договор, который признал Ньюфаундленд совместным владением Англии и Франции. В результате Утрехтского договора 1713 года французы уступили Ньюфаундленд англичанам, но сохранили близлежащие острова Сен-Пьер и Микелон, расположенные у упомянутой выше Большой Ньюфаундлендской банки, в то время ещё богатой рыбой. За французами также сохранялось право вести лов рыбы вдоль Французского берега — участка побережья от мыса Бонависта до Пуант-Риша (эта часть договора потеряла силу лишь в 1904 году). В 1762 году в ходе Семилетней войны французы ненадолго захватили Сент-Джонс, который использовали как плацдарм для атак на другие английские поселения, но вскоре англичане вернули город себе.
В 1907 году Британия предоставляет острову статус самостоятельного доминиона в составе Королевства.
В 1934 году из-за Великой депрессии экономика Ньюфаундленда пришла к краху — настолько глубокому, что по запросу его же правительства самостоятельность была отменена и остров вернулся в статус колонии.
31 марта 1949 года после референдума Ньюфаундленд присоединился к Канаде, войдя в провинцию Ньюфаундленд и Лабрадор.